# Макаллистер, Алексис
Алексис Макаллистер (исп. Alexis Mac Allister; род. 24 декабря 1998 в Санта-Росе, Ла-Пампа, Аргентина) — аргентинский футболист, полузащитник клуба «Ливерпуль» и сборной Аргентины. Чемпион мира 2022 года.

## Биография
Макаллистер родом из футбольной семьи. Его отец, Карлос — известный в прошлом футболист, его старшие братья Франсис и Кевин — также профессиональные игроки. Дядя Алексиса, Патрисио, тоже выступал на высшем уровне. Фамилия игрока намекает на его британское происхождение: предки Макаллистера — выходцы из Восточной Шотландии. Впоследствии они жили в Ирландии, а в 1868 году переехали в Южную Америку.
После победы на чемпионате мира 2022 года Алексис стал почетным жителем своего родного города — Санта-Росы.

## Клубная карьера

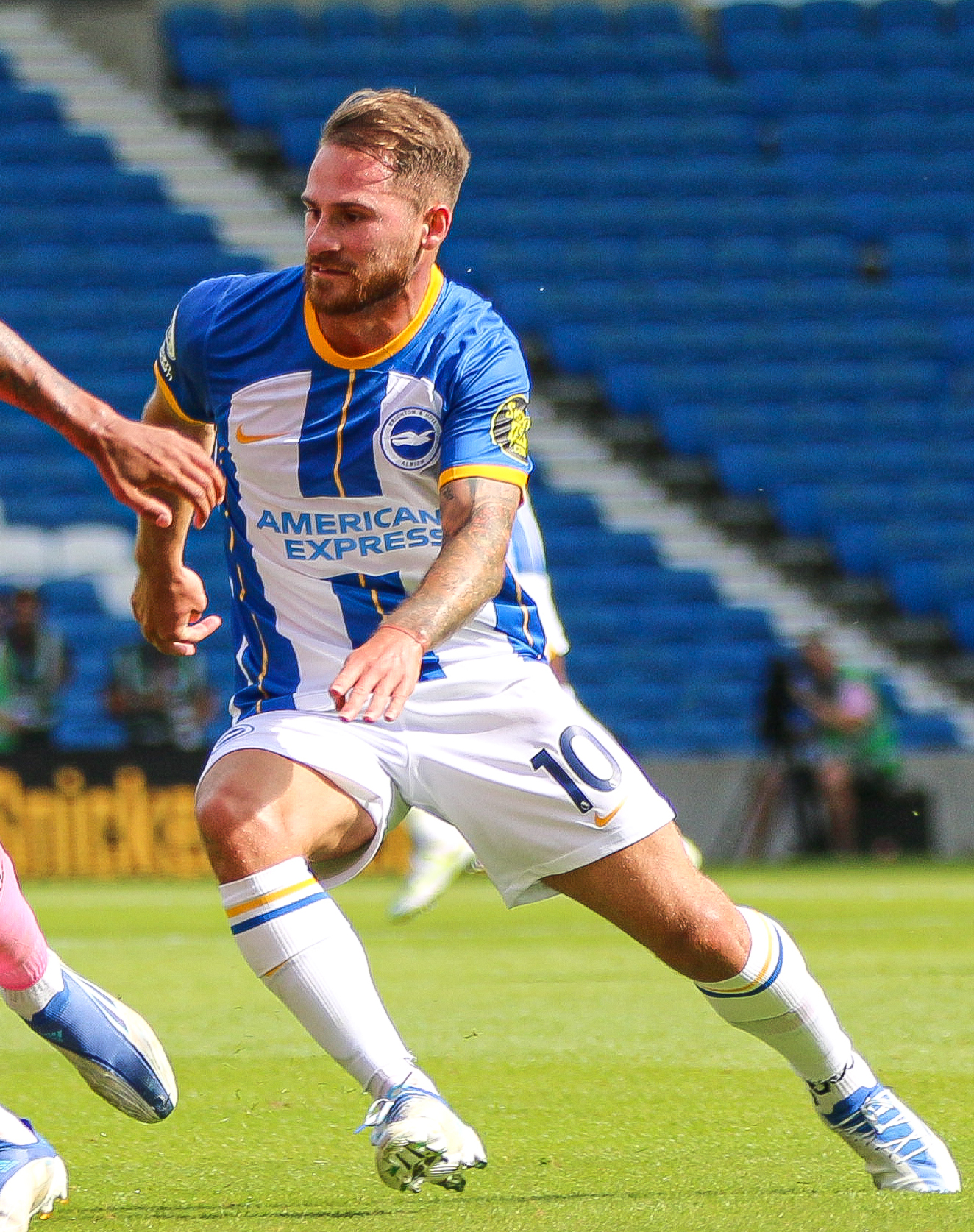
Макаллистер в составе «Брайтон энд Хоув Альбион»

Алексис начал заниматься футболом в четыре года в «Депортиво Парк». Позже он вместе с братьями перешёл в академию «Архентинос Хуниорс». В юности Макаллистер демонстрировал бомбардирский талант, не раз становясь лучшим бомбардиром турниров, не являясь при этом центральным нападающим.
Алексис дебютировал в профессиональном футболе 30 октября 2016 года в матче против «Сентраль Кордоба» в аргентинской Примере B, когда тренер команды Габриэль Хайнце выпустил его на замену на 72-й минуте. 11 марта 2017 года в поединке против «Институто» Алексис забил свой первый гол за «Архентинос Хуниорс». По итогам сезона Макаллистер помог клубу выйти в высшую лигу Аргентины. 9 сентября в матче против «Патронато» он дебютировал в Примере. 25 ноября в игре против «Сан-Лоренсо де Альмагро» за «Хуниорс» сыграли одновременно три брата Макаллистеры: Алексис и Франсис появились на поле с первых минут, а Кевин вышел на замену. За два неполных сезона в элитном аргентинском дивизионе полузащитник провёл 33 матча и забил 5 голов. Его уверенные выступления привлекли внимание европейских клубов.
24 января 2019 года Макаллистер заключил контракт на четыре с половиной года с английским «Брайтон энд Хоув Альбион». По условиям сделки остаток сезона 2018/19 он провёл в аренде в «Архентинос Хуниорс». Так как у Алексиса не было разрешения на работу в Англии, «Брайтон» был вынужден отдать его в ещё одну аренду. Футболистом интересовался московский «Спартак», однако Алексис отправился на год в «Бока Хуниорс». 5 августа в матче против «Патронато» он дебютировал за новый клуб. 25 июля в поединке Кубка Либертадоес против бразильского «Атлетико Паранаэнсе» Алексис забил свой первый гол за «Бока Хуниорс».
В начале 2020 года Макаллистер вернулся в «Брайтон энд Хоув Альбион», чтобы помочь клубу бороться за выживание. Разрыв договора аренды с «Бокой» обошелся «чайкам» в $1 млн. 7 марта в матче против «Вулверхэмптон Уондерерс» он дебютировал в английской Премьер-лиге. После этой встречи турнир был приостановлен из-за пандемии коронавируса и возобновился лишь в июне.
17 сентября в матче Кубка Лиги против «Портсмута» Макаллистер забил дебютный мяч за новый клуб. Через шесть дней он снова отличился в рамках этого турнира, поразив ворота «Престона». 18 октября в поединке против «Кристал Пэлас» Алексис забил свой первый гол за «Брайтон энд Хоув Альбион» в рамках чемпионата, причём сделал это на 90-й минуте, сравняв счёт во встрече (1:1). В сезоне 2020/21 аргентинец провёл в АПЛ 21 матч.
В первом матче нового сезона Макаллистер своим голом принёс «Брайтону» победу над «Бернли» (2:1). 2 января 2022 года Алексис в игре против «Эвертона» оформил дубль; поединок завершился со счётом 3:2 в пользу «чаек». 18 января аргентинец записал на свой счёт голевую передачу в ничейном матче против лондонского «Челси», точно навесив с углового на Адама Уэбстера. «Брайтон» закончил сезон на 9-й строчке в таблице, что стало лучшим результатом в истории клуба. Макаллистер провёл 33 матча и забил 5 голов.
В начале сезона 2022/23 Макаллистер реализовал 3 пенальти: в матчах против «Вест Хэм Юнайтед», «Фулхэма» и «Лестер Сити». 24 октября Алексис продлил контракт с клубом до июня 2025 года с опцией пролонгирования ещё на один год. 13 ноября он отметился голом на первой минуте игры с «Астон Виллой», который, однако, не помог «чайкам» уйти от поражения. В ноябре тренер сборной Аргентины Лионель Скалони вызвал полузащитника на чемпионат мира в Катаре, ставший для «альбиселесте» триумфальным. По возвращении с мундиаля Макаллистер сразу оформил дубль в матче Кубка Англии против «Мидлсбро».
13 июня 2023 года, Алексис подписал контракт с «Ливерпулем». Стоимость состоялась около 40 миллионов евро. Игрок взял свой привычный игровой номер 10. Дебютировал за основной состав 13 августа 2023 года в матче с «Челси»

## Карьера в сборной
Вскоре после дебюта в профессиональном футболе в 2017 году Макаллистер был вызван Клаудио Убедой в сборную Аргентины до 20 лет. 6 сентября 2019 года в товарищеском матче против сборной Чили он дебютировал за сборную Аргентины.
В июле 2021 года Макаллистер вошёл в состав Олимпийской сборной для участия в ОИ в Токио. На турнире он сыграл в матчах против сборных Австралии, Египта и Испании. Аргентинцы не вышли из группы, заняв в ней третье место
В январе 2022 года Лионель Скалони впервые за 2,5 года вызвал Макаллистера в сборную. Алексис пропустил игру отборочного этапа к ЧМ-2022 против Чили из-за заражения коронавирусом. 25 марта полузащитник наконец вышел на поле в футболке сборной в поединке против Венесуэлы, завершившемся победой Аргентины 3:0. Через пять дней Макаллистер попал в стартовый состав на матч с Эквадором, но во втором после жесткого стыка был вынужден покинуть поле из-за травмы. 1 июня Аргентина обыграла Италию в Финалиссиме на «Уэмбли»; Алексис остался в запасе.
В ноябре 2022 года Макаллистер попал в заявку сборной на чемпионат мира в Катаре. Он остался запасе в первом матче, в котором аргентинцы сенсационно уступили Саудовской Аравии. Алексис появился на поле с первых минут в игре против Мексики и был заменён на 69-й минуте. В заключительной встрече группового этапа против Польши 30 ноября полузащитник забил свой первый гол за сборную, открыв счёт в поединке в самом начале второго тайма. Матч завершился победой Аргентины 2:0. и «альбиселесте» вышли в плей-офф с первого места. Алексис был признан лучшим футболистом поединка. Во всех матчах на вылет Макаллистер попадал в стартовый состав. В финале против Франции Алексис отдал голевую передачу на Анхеля Ди Марию. Аргентина победила соперников в серии пенальти; Макаллистер был заменён во втором дополнительном тайме. Игра Макаллистера на турнире, по мнению многих экспертов и аналитиков, стала одним из факторов, благодаря которым Аргентина смогла добиться успеха в Катаре.

## Стиль игры
Макаллистер — игрок центра поля, который полезен для команды как при игре в атаке, так и при обороне. По этой причине тренеры при необходимости используют в качестве опорного, центрального или атакующего полузащитника, но аргентинец способен сыграть и на фланге. Сам аргентинец в 2022 году заявил, что считает себя больше игроком оборонительного плана, при этом отмечая, что ранее он чаще выходил на поле в роли плеймейкера. Алексис обладает хороший техникой, умеет предложить себя для получения передачи, эффективен в прессинге. Он качественно исполняет угловые и штрафные удары. К недостаткам футболиста относят его не всегда верные решения в завершающей стадии атаки, а также не самые выдающиеся физические показатели. Тем не менее, некоторые эксперты отмечают прогресс Алексиса в этих компонентах.

## Статистика выступлений

### Клубная
| Выступление              | Выступление      | Выступление      | Чемпионат | Чемпионат | Кубки | Кубки | Международные | Международные | Прочие | Прочие | Итого | Итого |
| Клуб                     | Лига             | Сезон            | Игры      | Голы      | Игры  | Голы  | Игры          | Голы          | Игры   | Голы   | Игры  | Голы  |
| ------------------------ | ---------------- | ---------------- | --------- | --------- | ----- | ----- | ------------- | ------------- | ------ | ------ | ----- | ----- |
| Архентинос Хуниорс       | Примера B        | 2016/17          | 24        | 3         | 1     | 0     | 0             | 0             | 0      | 0      | 25    | 3     |
| Архентинос Хуниорс       | Примера          | 2017/18          | 25        | 2         | 3     | 1     | 0             | 0             | 0      | 0      | 28    | 3     |
| Архентинос Хуниорс       | Примера          | 2018/19          | 19        | 5         | 7     | 1     | 4             | 0             | 0      | 0      | 30    | 6     |
| Архентинос Хуниорс       | Итого            | Итого            | 68        | 10        | 11    | 2     | 4             | 0             | 0      | 0      | 83    | 12    |
| Бока Хуниорс             | Примера          | 2019/20          | 13        | 1         | 1     | 0     | 6             | 1             | 0      | 0      | 20    | 2     |
| Бока Хуниорс             | Итого            | Итого            | 13        | 1         | 1     | 0     | 6             | 1             | 0      | 0      | 20    | 2     |
| Брайтон энд Хоув Альбион | Премьер-лига     | 2019/20          | 9         | 0         | 0     | 0     | 0             | 0             | 0      | 0      | 9     | 0     |
| Брайтон энд Хоув Альбион | Премьер-лига     | 2020/21          | 21        | 1         | 6     | 2     | 0             | 0             | 0      | 0      | 27    | 3     |
| Брайтон энд Хоув Альбион | Премьер-лига     | 2021/22          | 33        | 5         | 3     | 0     | 0             | 0             | 0      | 0      | 36    | 5     |
| Брайтон энд Хоув Альбион | Премьер-лига     | 2022/23          | 35        | 10        | 5     | 2     | 0             | 0             | 0      | 0      | 40    | 12    |
| Брайтон энд Хоув Альбион | Итого            | Итого            | 98        | 16        | 14    | 4     | 0             | 0             | 0      | 0      | 112   | 20    |
| Ливерпуль                | Премьер-лига     | 2023/24          | 33        | 5         | 7     | 1     | 6             | 1             | 0      | 0      | 46    | 7     |
| Ливерпуль                | Премьер-лига     | 2024/25          | 29        | 3         | 6     | 0     | 8             | 2             | 0      | 0      | 43    | 5     |
| Ливерпуль                | Итого            | Итого            | 62        | 8         | 13    | 1     | 14            | 3             | 0      | 0      | 89    | 12    |
| Всего за карьеру         | Всего за карьеру | Всего за карьеру | 241       | 35        | 39    | 7     | 24            | 4             | 0      | 0      | 304   | 46    |

1. ↑  Кубок Аргентины, Кубок Англии, Кубок Суперлиги, Кубок Английской лиги

### За сборную
| Команда   | Год   | Игры | Голы |
| --------- | ----- | ---- | ---- |
| Аргентина | 2019  | 2    | 0    |
| Аргентина | 2022  | 12   | 1    |
| Аргентина | 2023  | 9    | 0    |
| Аргентина | 2024  | 2    | 1    |
| Всего     | Всего | 25   | 2    |

## Достижения

### Командные
«Ливерпуль»
- Чемпион Англии: 2024/25
- Обладатель Кубка Английской футбольной лиги: 2023/24

Сборная Аргентины
- Победитель Финалиссимы: 2022
- Победитель Чемпионата мира: 2022
- Обладатель Кубка Америки: 2024

### Личные
- Автор лучшего гола месяца английской Премьер-лиги: декабрь 2023
- Игрок месяца английской Премьер-лиги: апрель 2025